# 高惠连
高惠连，字公溥，其父高镒、伯父高镔。晋江安平（今安海镇）人，生于北宋开宝五年（972年），咸平二年（999年）擢登甲科进士。大中祥符三年（1010年）任泉州大守，后升为广南转运使，御史大夫，累官至兵部尚书，封渤海郡开国侯，赐紫金魚袋。北宋熙宁元年（1068年），高惠连卒于安平家中。北宋王安石曾为其做墓志铭。北宋改革家吕惠卿为其女婿。

## 注解
1. ↑  泉州晚报. . 泉州晚报. 2015-01-30  [2016-12-07]. （原始内容存档于2016-12-01）.
2. ↑  林嵘. . 泉州网. 2015-01-30  [2016-12-07]. （原始内容存档于2016-11-30）.
3. ↑  . 北京: 中国文联出版社. 2000: 194–195. ISBN 7-5059-3431-7.
4. ↑  李启元. . 泉州历史网.   [2016-12-07]. （原始内容存档于2019-08-09）.